# Lufttemperatur
Als Lufttemperatur wird jene Temperatur der bodennahen Atmosphäre bezeichnet, die weder von Sonnenstrahlung noch von Bodenwärme oder Wärmeleitung beeinflusst ist.
Die genaue Definition durch Wissenschaftler und Techniker ist je nach Fachgebiet etwas verschieden. In der Meteorologie wird die Lufttemperatur in einer Höhe von zwei Metern gemessen, wofür die klassischen, weiß gestrichenen Wetterhütten (Thermometerhütten) in freier Umgebung dienen.
In der Heizungstechnik und Gebäudeautomation misst man die Außentemperatur, sie wird an einer wandnahen, repräsentativen Stelle ermittelt, ohne die Wandabstrahlung und direkte Sonnenstrahlung mitzumessen.

## Einflüsse
Die wesentlichen Einflussfaktoren auf die Lufttemperatur sind einerseits der Strahlungshaushalt der Erde bzw. dessen lokale Strahlungsbilanz und andererseits Mischungseffekte durch den Wind.

## Variabilität
Die Lufttemperatur variiert im Laufe des Tages, der Jahreszeiten und von Klimaschwankungen. Die höchsten Temperaturen (Hitzepol) von fast 60 °C werden im Innern von Wüsten beobachtet, die tiefsten Werte (Kältepol) treten in der Antarktis auf (fast −90 °C).

### Jahresgang
Im Jahresgang, basierend auf entweder Tages-, Monats- oder Jahresmitteln als langjährige Durchschnittswerte, zeigt sich für Mitteleuropa ungefähr der folgende Verlauf. Der Januar bildet den kältesten Monat, von März bis Mai zeigt sich eine rasche Zunahme mit Maximum im Juli und von September bis Dezember eine ebenso rasche Abnahme der Temperaturen. Der Verlauf lässt sich in Klimadiagrammen darstellen und analysieren.

### Tagesgang
Der Tagesgang der Lufttemperatur ist direkt an den Tagesgang der Globalstrahlung gekoppelt und zeigt daher einen ausgeprägten Abfall in der Nacht, also nach Sonnenuntergang. Das Minimum wird dabei am frühen Morgen bzw. um den Sonnenaufgang herum erreicht. Diese Tendenz wird durch eine starke Bewölkung und auch Wind, besonders in Nähe größerer Wasseroberflächen, abgedämpft. Unterschreitet die Lufttemperatur dabei die Taupunkttemperatur, kann es zu Phänomenen wie Nebel, Tau oder Reif kommen. Nachdem die Temperatur ihr Tagesminimum durchschritten hat, steigt sie zunächst rasch und in den Mittagsstunden dann etwas langsamer an. Ihr Maximum erreicht sie nach dem Sonnenhöchststand, im Winter meist schon zwischen 13 und 14 Uhr, im Sommer zwischen 16 und 17 Uhr, teilweise erst vor 18 Uhr. Danach sinkt sie in den Abendstunden rasch und in der Nacht etwas langsamer ab, bis sie wiederum am frühen Morgen ihr Minimum erreicht. Dieser Normalfall des Tagesgangs gilt sowohl für den Sommer als auch für den Winter. Dynamische Einflüsse wie ein Einbruch von Warm- oder Kaltluft können aber zu teils erheblichen Abweichungen und unter Umständen einer Umkehr des Temperaturverlaufs führen. In Küstennähe ist der Seewind dafür verantwortlich, dass die Tageshöchsttemperatur oft schon wesentlich früher um 12 bis 13 Uhr erreicht wird, die Temperatur im weiteren Tagesverlauf also nicht mehr zunimmt.

### Abhängigkeit von der Höhe

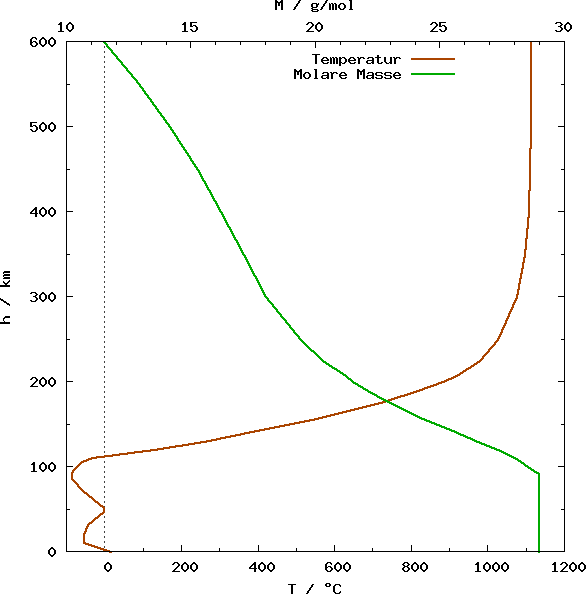
Durchschnittliche Temperatur und molare Masse der Luft in Abhängigkeit von der Höhe.

Die Änderung der Lufttemperatur mit der Höhe ist das am weitesten verbreitete Kriterium zur Einteilung der Erdatmosphäre in verschiedene Schichten. Die Troposphäre als unterste Schicht hat über Mitteleuropa eine Erstreckung von etwa 11 Kilometern. Sie zeigt dabei einen genähert linearen Temperaturabfall von durchschnittlich 10 °C am Boden auf 0 °C in zwei Kilometern, rund −20 °C in fünf Kilometern und schließlich −55 °C in zehn Kilometern Höhe. Für diesen atmosphärischen Temperaturgradienten gibt es zwei dynamische Modellfälle, den feuchtadiabatischen und den trockenadiabatischen. Im Mittel beträgt die statische Temperaturabnahme etwa 0,65 °C je hundert Meter, was man als geometrischen Temperaturgradienten bezeichnet. Kommt es zu keiner weiteren Temperaturabnahme, so hat man die Tropopause erreicht. Liegt diese wie in den Tropen besonders hoch, können sich in der Troposphäre auch Minimaltemperaturen von −80 °C ausbilden.
Im weiteren Verlauf steigt die Temperatur nach einer stationären Phase wieder an, im Normalfall etwa ab 25 km Höhe. Verantwortlich hierfür ist die relativ hohe Ozonkonzentration und die damit verbundene Strahlungsabsorption in dieser Atmosphärenschicht, die man als Stratosphäre bezeichnet. Das Temperaturmaximum wird mit etwa 0 °C in Höhe der Stratopause erreicht. In der sich hieran anschließenden Mesosphäre sinkt die Temperatur wieder und erreicht an der Mesopause mit −100 °C ein neues Minimum. Es folgt die Thermosphäre und schließlich die Exosphäre mit einer sich wiederum erhöhenden Temperatur, wobei man in diesen Höhen aber kaum noch von Luft sprechen kann und sie eigentlich schon zum Weltraum gehören. Die Teilchendichte ist hier so gering, dass selbst eine Temperatur von mehreren tausend Grad Celsius keine nennenswerten Wärmetransportprozesse bedingen würde.

## Messmethoden und -instrumente

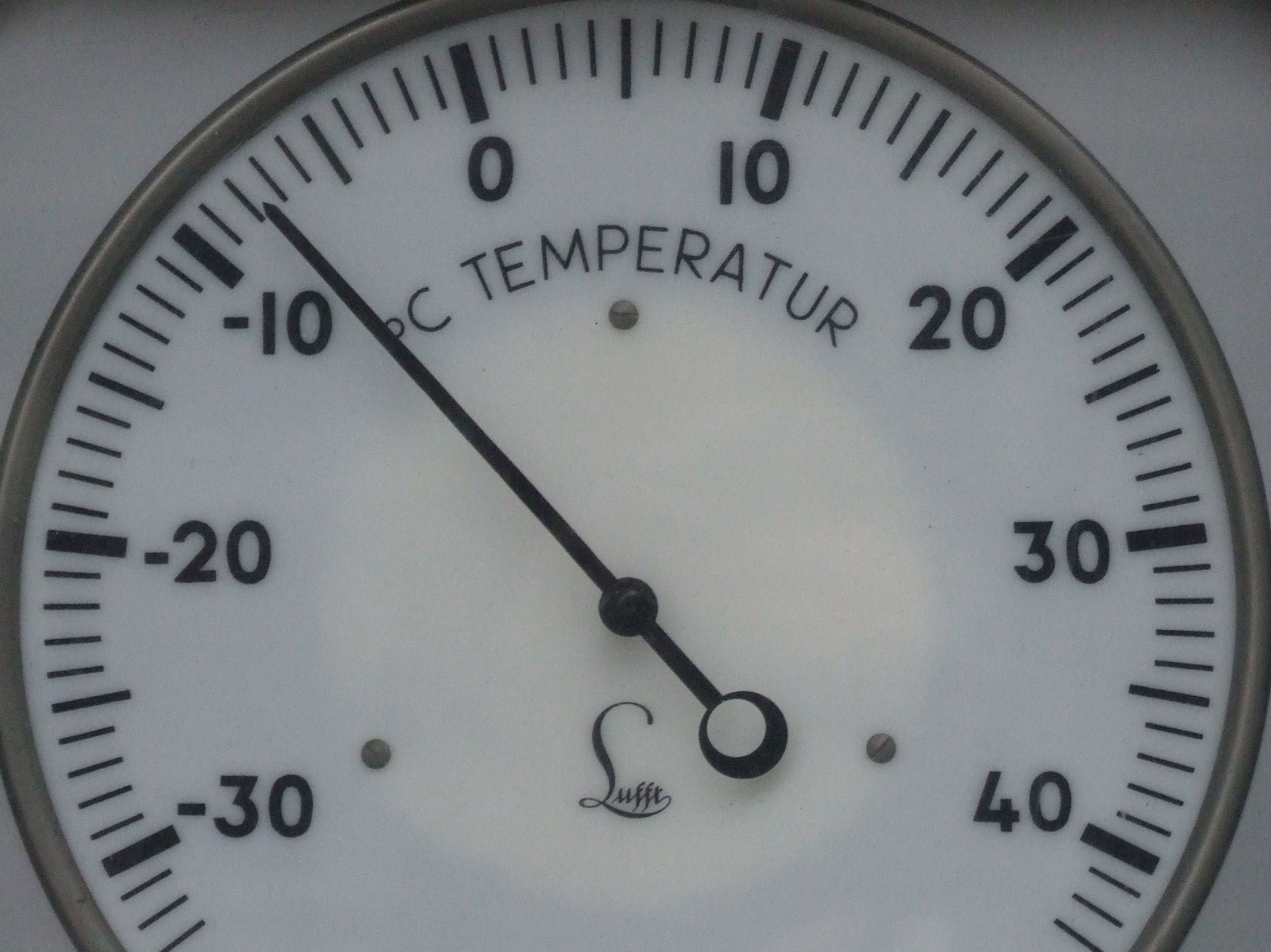
Winterliche Mittagstemperatur am 19. Dezember 2009 in Darmstadt

Ballon-Messung vom 27. September 2013 ab 12:40 in Stölln/Rhinow

Die Messung der Lufttemperatur erfolgt meist durch Thermometer oder Messfühler. Erstere sind in der Ausführung als Ausdehnungsthermometer meist mit Alkohol oder Quecksilber gefüllt, während die Sensoren überwiegend mit Halbleiter- oder Thermoeffekt arbeiten. Für weniger genaue Messungen werden auch Bimetallstreifen verwendet.
Im Regelfall entspricht die Temperaturmessung einer Tauchmessung, die in der Technik oft durch Ventilation beschleunigt wird. Daher wird für rasche, aber genaue wissenschaftliche Messungen das Schleuderthermometer verwendet. Beim Ablesen muss man allerdings – wie auch bei anderen Skalen – darauf achten, rechtwinklig auf die Skala zu blicken, Andernfalls kann ein Parallaxen-Fehler von 1° und mehr entstehen. Auch beim Aspirationspsychrometer (Assmann-Psychrometer) wird ventiliert (im Luftstrom eines kleinen Flügelrades) gemessen, wodurch man auch die Feuchttemperatur sehr genau erhält.
Viele Messfehler entstehen durch das Anbringen des Thermometers an einer ungünstigen Stelle. So sollte ein Außenthermometer immer im Norden des Gebäudes montiert werden, doch könnte es auch hier im Sommer für 2× 1 Stunde in der Sonne sein. Neben der Eigenwärme des Gebäudes (gegen die schon einige Zentimeter Abstand vom Fensterglas helfen) kann auch die Rückstrahlung eines Nachbargebäudes die Messung um 1–2° verfälschen.
Die Angleichung eines Thermometers an die Lufttemperatur braucht eine gewisse Zeit, die von einigen Minuten bis zu einer halben Stunde dauern kann. Ist zum Beispiel mit einem relativ trägen Ausdehnungsthermometer ein rasches Ergebnis nötig, kann man die Ablesung durch Schwenken des Thermometers mit gestreckter Hand beschleunigen. Die Halbwertszeit beträgt etwa 20 Sekunden, das heißt nach dieser Zeit hat der „künstliche Wind“ die Anzeige auf der Skala um 50 % dem wahren Wert angenähert.
Die Schätzung der Lufttemperatur kann bei Windstille und entsprechender Erfahrung auf 1–3° genau gelingen. Die gefühlte Temperatur bei Wind wird jedoch durch den Windchill erheblich kälter eingeschätzt.
Zum Vergleich von Temperaturwerten, die an unterschiedlichen Orten und Höhen gemessen wurden, bedient man sich der potentiellen Temperatur. Ist der Fokus auf die Luftfeuchtigkeit bzw. Luftdichte gerichtet, so nutzt man die virtuelle Temperatur.

## Einflüsse auf die Messgenauigkeit
Eine Messung auf eine Dezimalstelle, also 0,1 Grad Celsius genau, ist die äußerste Messgenauigkeit, die im Freien noch möglich bzw. sinnvoll ist, denn bereits leichte Luftbewegungen haben einen Einfluss von einigen Zehntelgrad. Überdies herrschen auch bei Windstille horizontale Temperaturgradienten in der Größenordnung von 0,1 °C pro Meter, die mit Sonnenstand, Gestein und Bewuchs stark schwanken können und in Bodennähe auch mehrere Grad betragen können. Am stabilsten ist das so genannte Temperaturfeld bei einem stark bewölkten bis bedeckten Himmel und mittelstarkem Wind. Bei Schönwetter ist es hingegen am unruhigsten (siehe auch wolkenlos und Aufwind).
Wegen dieser Umstände erfordert eine verlässliche Messung der Lufttemperatur auf etwa 0,5 °C Genauigkeit bereits erhebliche Vorkehrungen, insbesondere eine gut hinterlüftete Abdeckung der Sonnenstrahlung und der Wärmestrahlung von Boden und Gebäuden. Der beste Aufstellungsort für einen Temperatursensor bzw. ein Thermometer ist deshalb eine schattige Stelle auf der sonnenabgewandten Seite eines freistehenden Gebäudes.
Für Laien ist eine Messgenauigkeit von etwa 1 °C erreichbar, wenn obige Voraussetzungen gegeben und das Messgerät genähert geeicht sind. Andernfalls können Fehler bis zu 3 °C auftreten, bei mangelndem Strahlungsschutz auch über 5 °C.
Die Wetterstationen der Meteorologen messen die Temperatur in verschiedenen Höhen, einerseits um Aussagen über die Strahlungs- bzw. Energiebilanz zu erhalten, andererseits um die oben angeführten Effekte teilweise berücksichtigen zu können. Als Lufttemperatur wird die Temperatur bezeichnet, die in exakt 2 m Höhe in einer Wetterhütte strahlungsgeschützt gemessen wird. Zusätzlich wird die Bodentemperatur gemessen: Üblich sind die Messtiefen 5, 10, 20, 50 und 100 cm im Erdboden.
In der Astronomie und Geodäsie zählen die unvermeidlichen Anomalien des bodennahen Temperaturfeldes zu den unangenehmsten, weil nur schwer modellierbaren Störungen. Die Astronomische Refraktion lässt sich hingegen – als durchschnittliche, reguläre Strahlenbrechung – relativ gut aus 3–4 Luftparametern berechnen.
Die Astronomen nennen die Turbulenzen, welche die Richtung des Sternenlichts um 0,5 bis 5" ablenken, „Seeing“ (Luftunruhe) bzw. Szintillation („Flimmern“ der Sterne); das Lokalklima in der Kuppel einer Sternwarte kann eine sog. Saalrefraktion bewirken.

Die Geodäten fürchten diese Einflüsse weniger, weil sie als zufälliger Fehler bei längeren Messreihen herausfallen. Unangenehmer ist hingegen ein systematischer Fehler durch die Seitenrefraktion, die insbesondere in Tunneln und bei Visuren auftreten, die knapp an einer thermisch unterschiedlichen Fläche vorbeilaufen (zum Beispiel einer besonnten Hauswand). Auch wechselnde Windsysteme im Gebirge oder bei technischen Großprojekten können kritische systematische Einflüsse haben.

## Geschichte
In Florenz wurde am 15. Dezember 1654 mit der regelmäßigen Messung und Aufzeichnung der täglichen Temperatur begonnen.

## Normaußentemperatur der Heiz- und Kühltechnik
Für Zwecke der Heizleistungsrechnung bemisst man den Heizbedarf bzw. die erforderliche Kühlleistung anhand von fest vorgegebenen Temperaturen. Hier gilt etwa:
- nach der deutschen VDI-Richtlinie 2067/DIN 4108 T6 wird die Heizgrenze bei 15 °C angenommen, für die Außentemperatur legt man die vom Deutschen Wetterdienst ermittelten Werte zugrunde; die Norm-Außentemperaturen sind in einer Tabelle und einer Isothermenkarte im nationalen Anhang der DIN EN 12831 gesammelt.[4]
- in Österreich, der Schweiz und Liechtenstein verwendet man eine Heizgrenze von 12 °C, hier sind die Temperaturwerte von ZAMG (Österreich) bzw. MeteoSchweiz (Schweiz und Liechtenstein) Bezugswert.